# Cameron (novela)
Cameron es la cuarta novela del escritor argentino Hernán Ronsino, publicada por la editorial Eterna Cadencia en 2018.
Situada en un tiempo y lugar indeterminados, la novela narra en primera persona la historia de Julio Cameron y cómo este, tras cruzar una «frontera», ve su vida amenazada.

## Composición
Ronsino escribió Cameron durante su estadía de seis meses en una residencia para escritores en Zúrich, Suiza, como para «tomar aire» y «solucionar» el problema que tenía con la novela en la que se encontraba trabajando, Una música. En sus palabras, la escritura de Cameron fue «urgente» y la acabó en dos meses, sin seguir su método de «planear mucho».
Sobre la extensión de la novela, Ronsino mencionó que la misma servía para sostener la «intensidad» del texto, aclarando que nunca la pensó como «una novela de más largo aliento», mientras que, en relación con la estructura de la misma, Ronsino expresó que escribiendo Cameron no le interesaba «armar una trama explícita y cerrada», en contracara al «relato cerrado» de su segunda novela, Glaxo.

## Temas
La novela trata temas como la memoria «más cerca de la memoria beckettiana, más árida, más seca y más siniestra», en contraposición a la memoria trabajada en las novelas anteriores de Ronsino, la «tensión» entre justicia y venganza y la «indefinición» en todos los sentidos. Además, se exploran en el relato la tecnología, y el papel «de la clase media» en la actualidad argentina.

## Personajes
- Julio Cameron
- Mita
- Juan Silverio
- Elda Cook
- Orsini
- María Beatriz Ciafardini
- Cacho Sosa
- Pajarito Lernú